# Rudolf Johannesson
Rudolf Henrik Johannesson, född den 9 februari 1913 i Helsingborgs stadsförsamling, död den 3 augusti 1992 i Bromma, var en svensk teolog och skolman.
Johannesson avlade studentexamen 1932, teologie kandidatexamen vid Lunds universitet 1938, teologie licentiatexamen 1945 och filosofie kandidatexamen samma år. Han disputerade för teologie doktorsgrad 1947. Johannesson blev docent i teologisk etik med religionsfilosofi i Lund 1948, lektor vid Gävle högre allmänna läroverk samma år och vid Enskede högre allmänna läroverk 1954. Han publicerade Person och gemenskap enligt romersk-katolsk och luthersk grundåskådning (1947), Kristendomens grundtankar (1953) och Att tänka logiskt (1958) samt läroböcker och artiklar i uppslagsböcker, tidningar och tidskrifter. Johannesson vilar på Bromma kyrkogård.